# Sustain

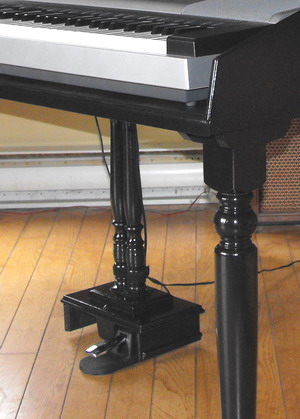
Pedalen onder een piano

Sustain is het doorklinken van een toon nadat deze is aangezet. Bij een piano wordt daartoe het sustainpedaal ingezet, maar ook het na de aanzet ingedrukt houden van de toets laat sustain horen. Het is het derde element van de envelope of ADSR, na de aanzet of attack en decay en voor de release.
Sustain komt veelal neer op het achterwege blijven van demping. Een andere oorzaak van sustain is de snelheid waarmee de toegevoerde mechanische energie wordt afgestraald in de vorm van geluid. Een gitaar met veel sustain houdt de energie van de trillende snaar lang vast, en klinkt lang door maar zal relatief zacht zijn. Een elektrische gitaar met een massieve body is daar een goed voorbeeld van. Ook bij akoestische gitaren kan men de sustain verhogen door onder meer zwaardere houtsoorten te gebruiken, bijvoorbeeld in de hals.